# Джек Бересфорд
Джек Бересфорд (англ. Jack Beresford, 1 січня 1899 — 3 грудня 1977) — британський академічний веслувальник.
Олімпійський чемпіон 1924 (одиночки), 1932 (розпашні четвірки без стернового), 1936 (парні двійки) років, срібний призер 1920 (одиночки), 1928 (вісімки) років.
Срібний призер Ігор Співдружності 1930 року в одиночці.
Переможець Діамантового виклику у парному веслуванні 1920, 1924, 1925, 1926, сріюний призер 1921, 1922 років.
Переможець Золотого кубока виклику 1924, 1925 років.